# 그레벤마허구

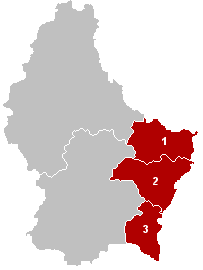
그레벤마허 구의 위치

그레벤마허구(룩셈부르크어: Distrikt Gréiwemaacher, 독일어: Distrikt Grevenmacher, 프랑스어: District de Grevenmacher)는 룩셈부르크를 구성하는 3개 구 가운데 하나이며 3개 주와 26개 지방 자치체를 관할한다.
1. 에히터나흐 주 (Echternach): Beaufort, Bech, Berdorf, Consdorf, Echternach(에히터나흐), Mompach, Rosport, Waldbillig
2. 그레벤마허 주 (Grevenmacher): Betzdorf, Biwer, Flaxweiler, Grevenmacher(그레벤마허), Junglinster, Manternach, Mertert, Wormeldange
3. 레미히 주 (Remich): Bous, Burmerange, Dalheim, Lenningen, Mondorf-les-Bains, Remerschen, Remich, Stadtbredimus, Waldbredimus, Wellenstein

서쪽으로는 룩셈부르크 구, 북쪽으로는 디키르히 구, 동쪽으로는 독일 라인란트팔츠주와 자를란트주, 남쪽으로는 프랑스 모젤주와 접한다.

## 정보
- 행정 중심지: 그레벤마허 시
- 면적: 524.78km2 (면적 순위로는 3위)
- 인구: 52,618명 (2002년 1월 1일 기준, 인구 순위로는 3위)
- 인구 밀도: 100.3명/km2
- ISO 3166-2:LU 코드: LU-G